# ...No Sun Today
No Sun Today – drugi album zespołu Grey Daze. Po zakończeniu nagrywania albumu Chester Bennington przeszedł do zespołu Linkin Park.

## Utwory
1. "B12"
2. "What's in the Eye?"
3. "Drag"
4. "Sickness"
5. "In Time"
6. "Just Like Heroin"
7. "Sometimes"
8. "Hole"
9. "The Down Syndrome"
10. "Anything, Anything"
11. "Soul Song"
12. "Saturation"
13. "Hidden Track" ("The Down Syndrome" w wersji akustycznej)
14. "Nothings Hills"